# Stopera

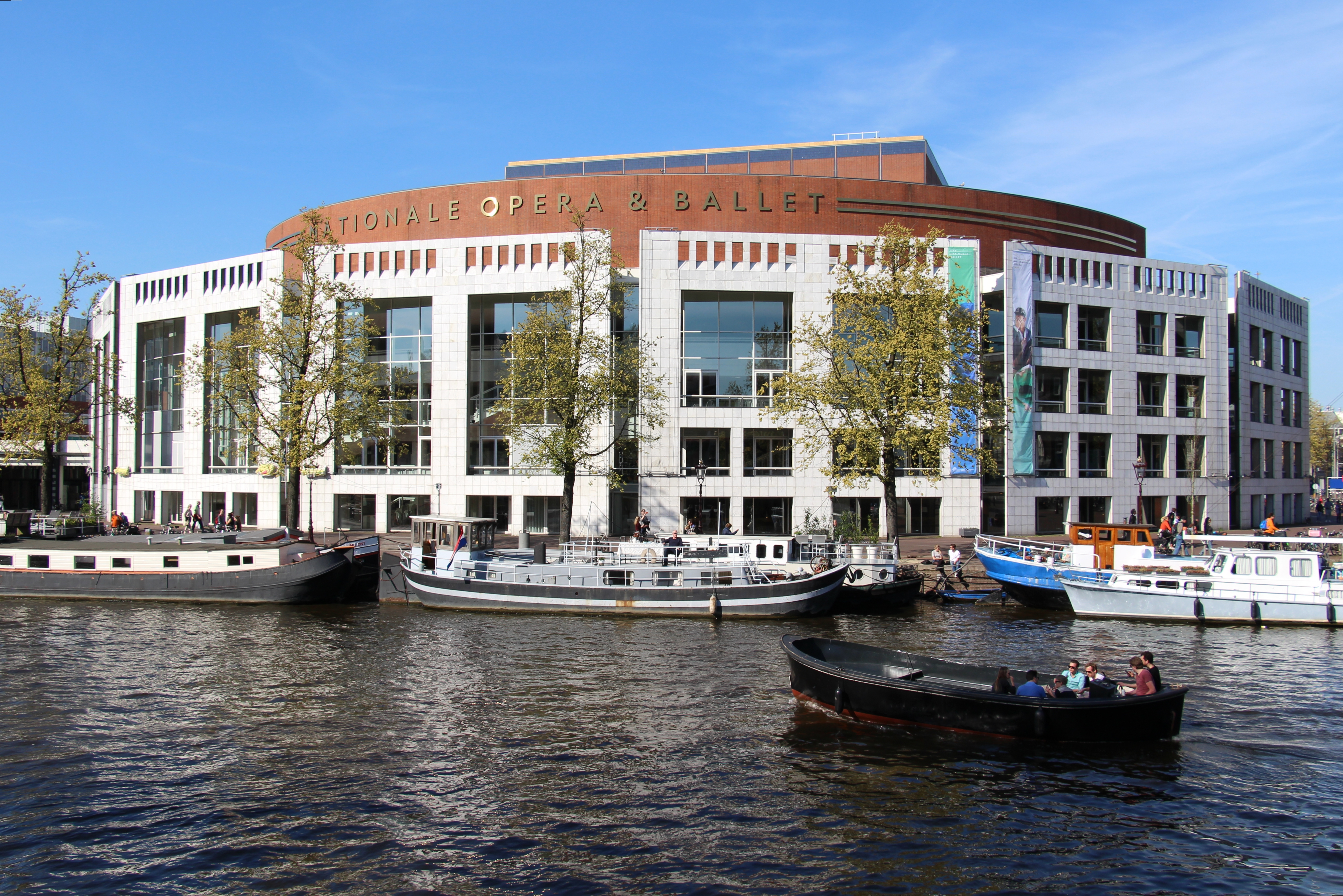
De Stopera gezien vanaf de Amstel.

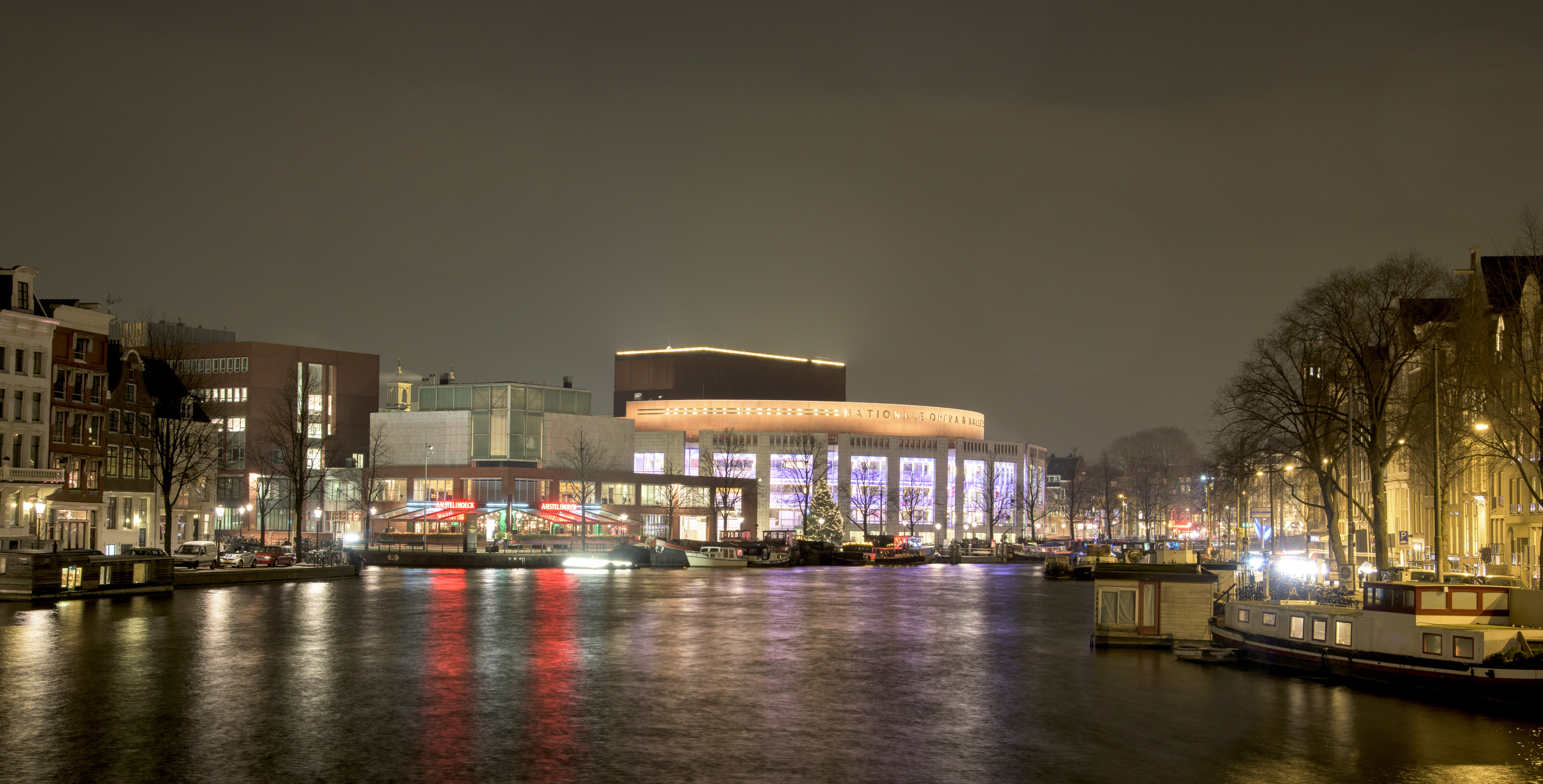
De Stopera 's nachts, 2015

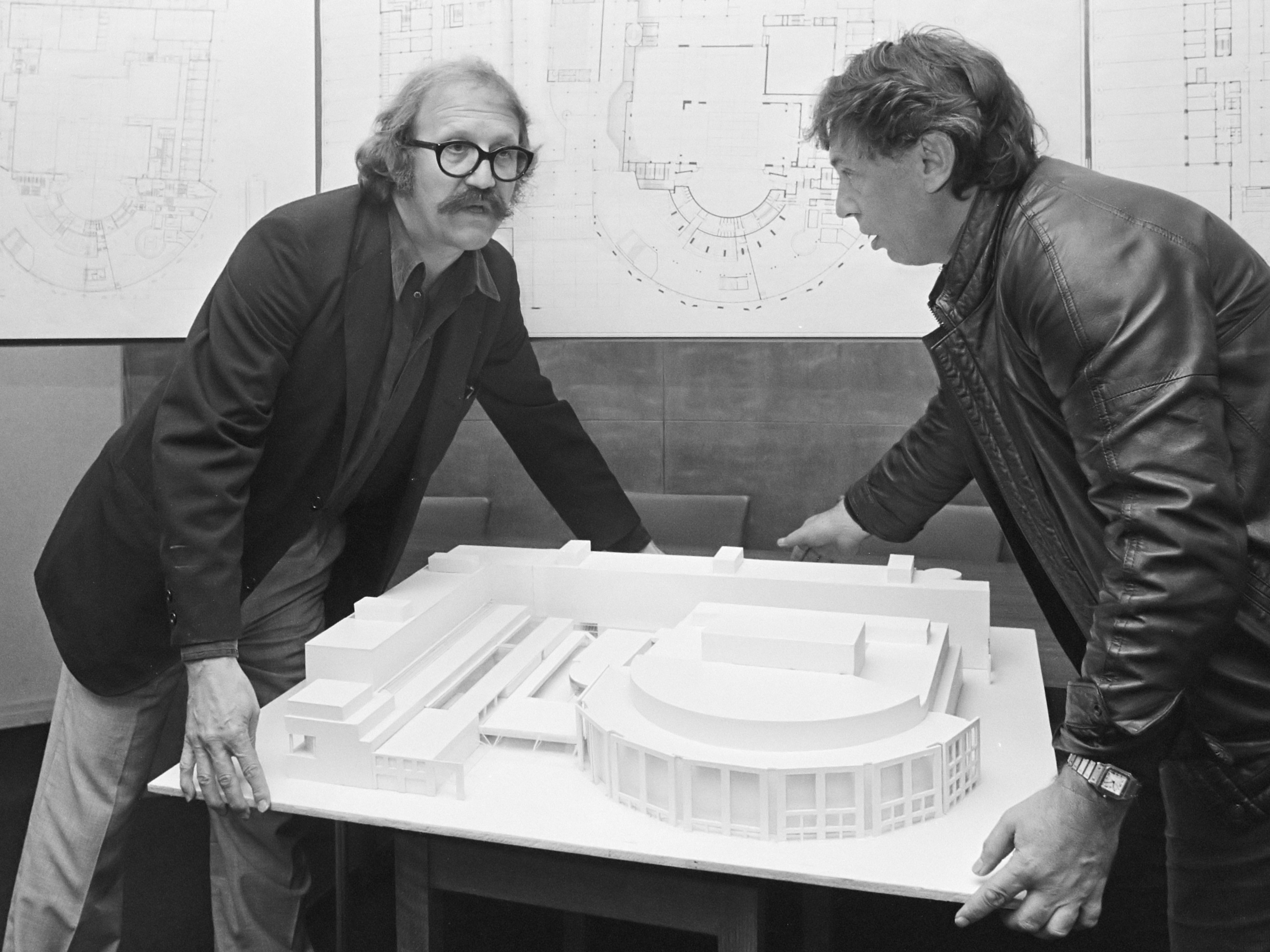
Een maquette van het Stoperagebouw wordt getoond tijdens een vergadering van de Commissie Bouw Stadhuis / Muziektheater. Wilhelm Holzbauer (links) en Cees Dam (rechts), 25 september 1981.

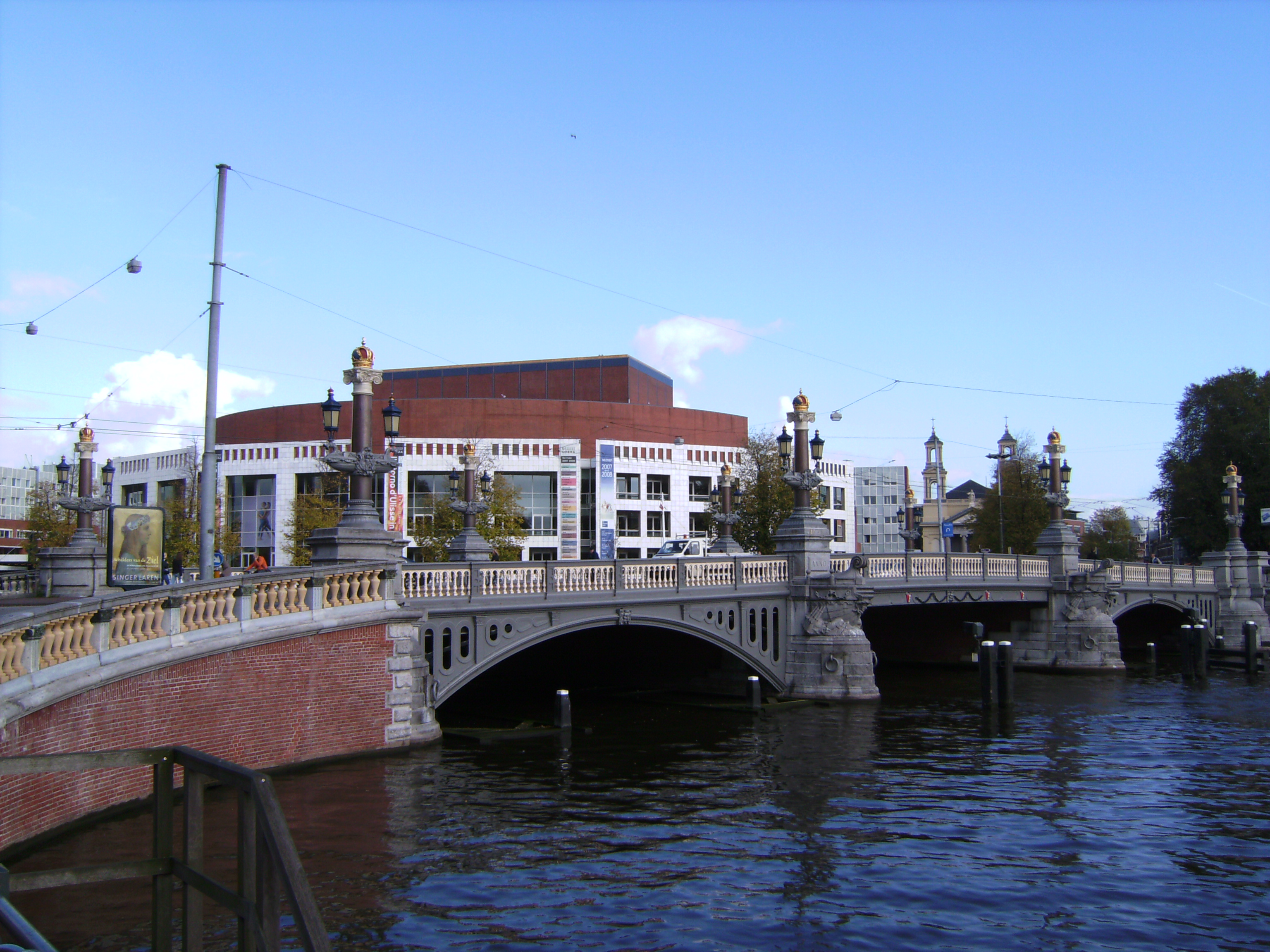
De Blauwbrug en Stopera

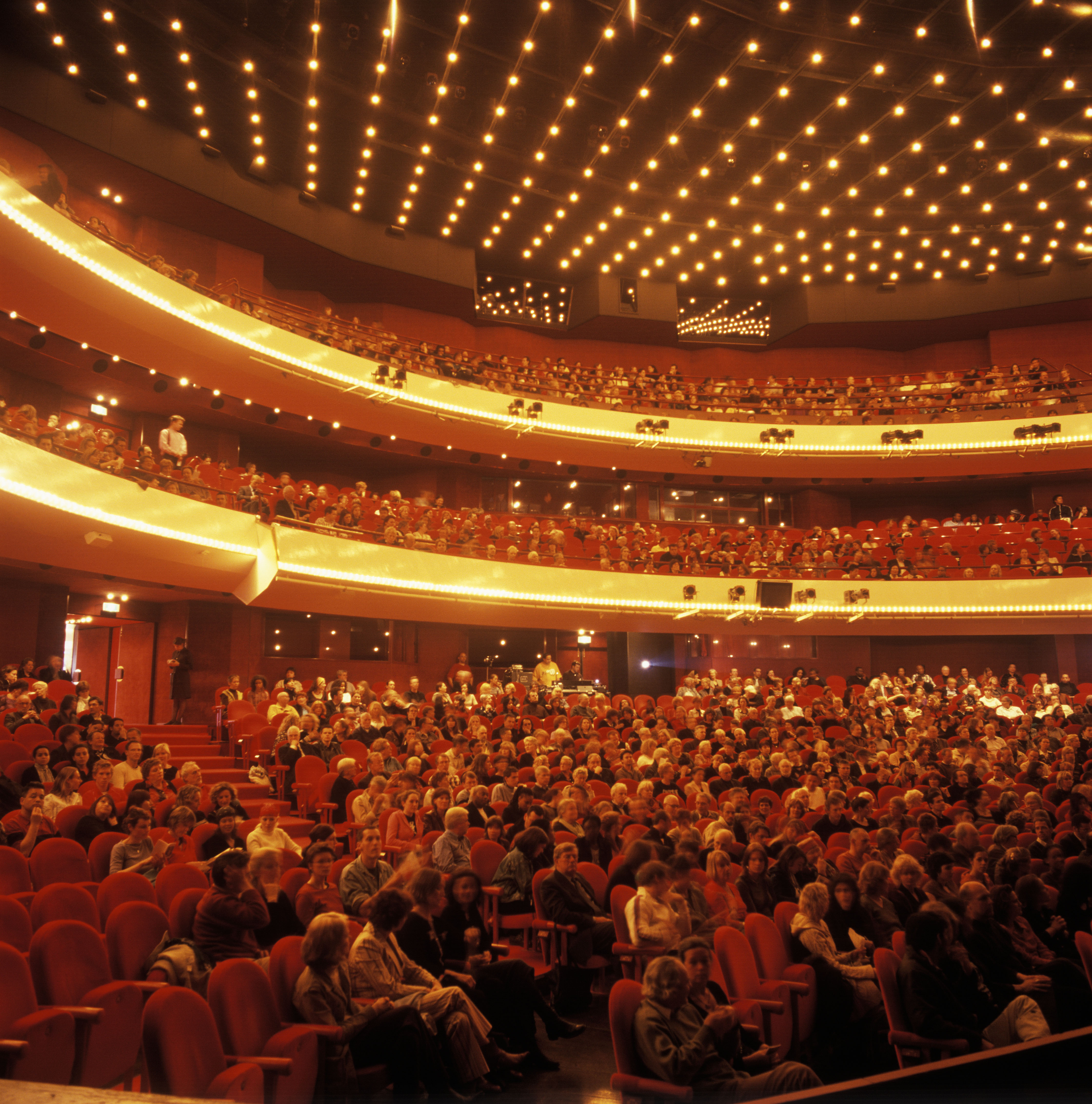
De zaal van het Muziektheater

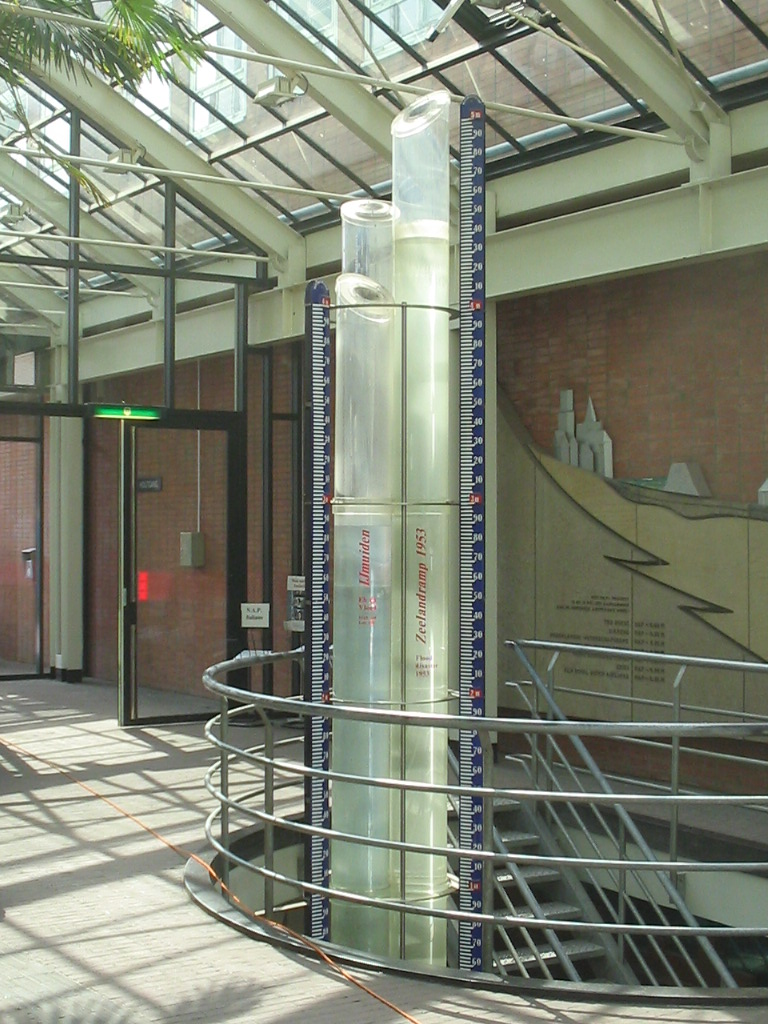
Referentiepunt van het Normaal Amsterdams Peil in de Stopera

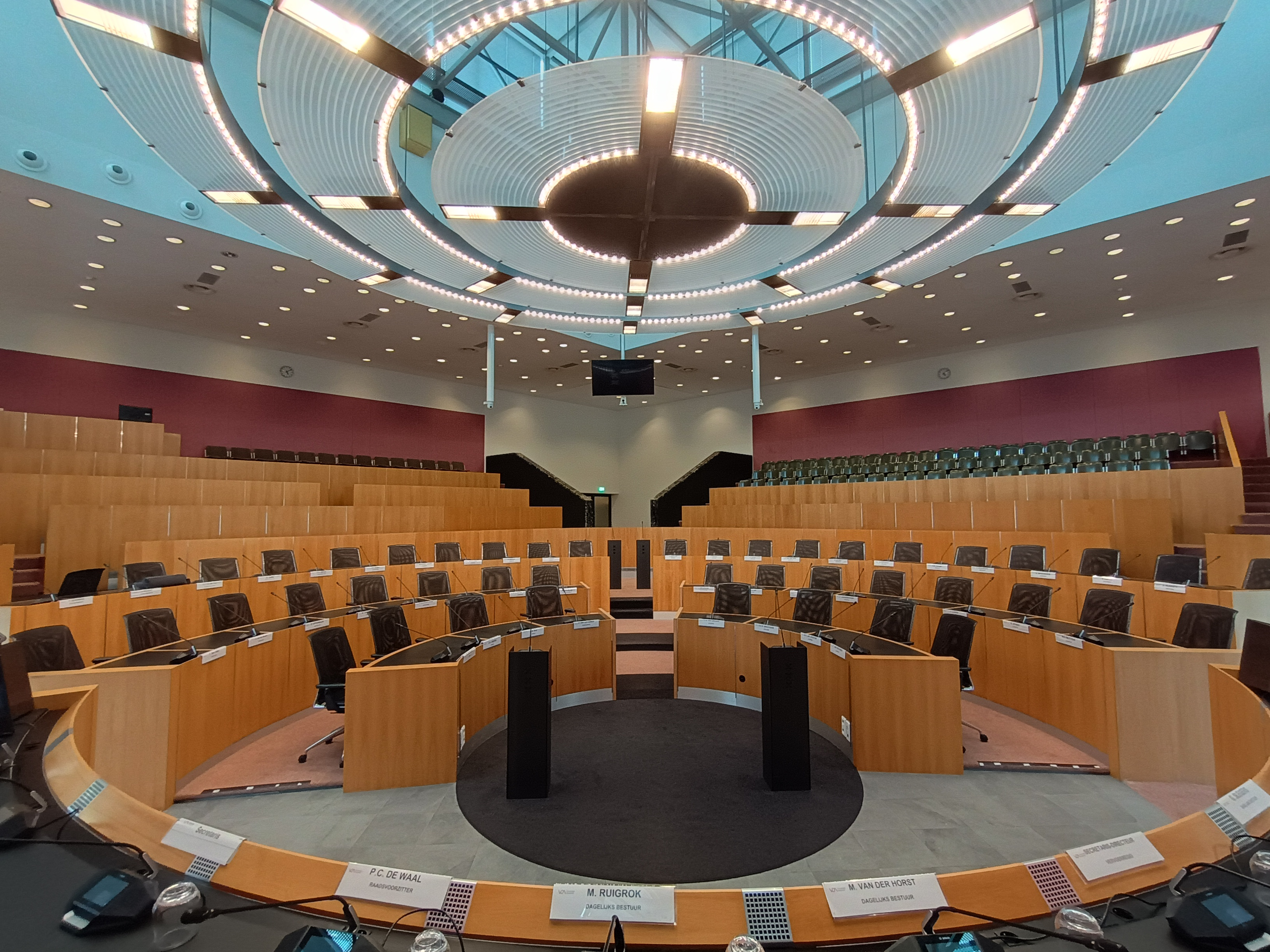
De raadzaal van de gemeenteraad in het stadhuis

De Stopera is het Amsterdamse gebouwencomplex van stadhuis en opera (de Nationale Opera en Ballet voorheen Muziektheater). Het bevindt zich in de Amsterdamse binnenstad, tussen het Waterlooplein, de Amstel en de Zwanenburgwal, op het in de 16e eeuw aangeplempte schiereiland Vlooienburg. Deze locatie werd in 1954 gekozen als plek voor een nieuw stadhuis, dat het oude stadhuis aan de Oudezijds Voorburgwal moest vervangen. Dit oude stadhuis was sinds 1808 vervanger voor het stadhuis op de Dam, het huidige Paleis op de Dam, dat de vervanger was van het oude stadhuis dat heeft bestaan vanaf de veertiende eeuw tot aan de brand op 7 juli 1652.

## Oorsprong naam
De naam Stopera ontstond eind jaren zeventig als een samenstelling van de woorden 'stadhuis' en 'opera'. Ten tijde van de concretisering van de bouwplannen werd de naam geadopteerd door actiegroepen tégen de bouw van het complex als een samenstelling van de woorden 'stop' en 'opera' (Latijn voor 'werk').

## Beschrijving
Het gebouw is ontworpen door de architecten Wilhelm Holzbauer, Bernard Bijvoet & Gerard Holt en Cees Dam en werd 23 september 1986 geopend. De bouw van het enorme complex, midden in de oude Amsterdamse Jodenbuurt, die net de Nieuwmarktrellen van 1975 rond de metrobouw achter de rug had, was vanaf het begin omstreden. Gelet op de uitstraling wanneer men staat op de schuin tegenover gelegen Blauwbrug, noemen veel Amsterdammers het gebouw ook wel Het Kunstgebit.
Het Stoperagebouw bevat op de hoek van de Amstel en de Zwanenburgwal ook een grand-café-restaurant, lange tijd onder de naam Dantzig, maar na het faillissement van eigenaar Sjoerd Kooistra werd het in 2011 omgedoopt tot Amstelhoeck. Onder het gebouw bevindt zich een parkeergarage, deels openbaar.

## Geschiedenis
Aanvankelijk was gekozen voor het Frederiksplein, waar in 1929 het Paleis voor Volksvlijt afgebrand was. Maar nadat een ontwerp voor een stadhuis op het Frederiksplein in 1954 was afgewezen, werd gekozen voor de huidige locatie aan de Amstel, meer in het hart van de stad. Nadat ook een ontwerp voor een stadhuis op deze locatie was afgewezen, schreef de gemeente Amsterdam naar een idee van de wethouder van Publieke Werken Joop den Uyl in 1964 een prijsvraag uit. Den Uyl wenste "een democratisch stadhuis van een bestuur door overreding, dat tegelijk een ontmoetingscentrum met de burgers schept". Het ontwerp voor het theater door de architecten Bernard Bijvoet en Gerard Holt was oorspronkelijk gepland in de Ferdinand Bolstraat, op de plek waar de oude Rai stond.
De inzendtermijn sloot op 30 november 1967. Er waren toen 803 ontwerpen ingezonden. Na drie selectieronden bleven hieruit twintig ontwerpen over, waarvan er zeven verder mochten worden uitgewerkt. De uitzendtermijn voor deze besloten prijsvraag sloot op 7 oktober 1968. Een van de inzendingen was van de Oostenrijkse architect Wilhelm Holzbauer. Nadat de juryleden onder voorzitterschap van architect Maaskant aanvankelijk ieder een eigen kandidaat hadden gekozen, waardoor de hele prijsvraag dreigde te mislukken, werd op 22 november gekozen voor het ontwerp van Holzbauer.
Het plan oogstte zowel vanuit de architectenwereld als vanuit de bevolking van Amsterdam veel kritiek. Provo en PSP kwamen met een alternatief plan, onder de leus "Het stadhuis staat op de Dam". In hun optiek zou het paleis op de Dam voor representatieve taken worden gebruikt en zouden de overige gemeentefuncties via wijkkantoren (de latere stadsdeelkantoren) dicht bij de burgers worden gebracht. Het plan van Holzbauer werd in 1969 door de gemeenteraad aangenomen. Provo en PSP stemden tegen. In oktober 1972 stemde de gemeenteraad definitief voor de bouwopdracht aan Holzbauer. Dit keer stemde de PvdA tegen; die vond stadsvernieuwing belangrijker. De bouw werd daarop drie jaar uitgesteld.
Het financiële klimaat verslechterde echter. Joop den Uyl, inmiddels leider van het kabinet-Den Uyl geworden, draaide de financiële toezeggingen aan Amsterdam terug. Op 9 april 1979 liet premier Dries van Agt van het kabinet-Van Agt I aan burgemeester van Amsterdam Wim Polak weten dat er van rijkssteun zelfs helemaal geen sprake meer zou zijn. Polak had dat al zien aankomen, en had een ontwerpschets van Holzbauer bij zich, waarin de bouw van het nieuwe stadhuis werd gecombineerd met de bouw van een Opera. Die combinatie was overigens al in 1915 al eerder overwogen.

### Opera
Halverwege de jaren twintig schreef de Wagnervereeniging een prijsvraag uit voor een operagebouw in Amsterdam. Winnaar werd Jan Frederik Staal met een ontwerp voor een gebouw aan het Museumplein, nabij het Concertgebouw. De gemeenteraad wees dit plan echter af.
Toen in 1954 werd besloten dat het nieuwe stadhuis niet op het Frederiksplein zou komen, kreeg architect Bernard Bijvoet opdracht voor deze locatie een operagebouw te ontwerpen. Vervolgens werd evenwel besloten het nieuwe gebouw van De Nederlandsche Bank hier te bouwen. De bank was op dat moment gevestigd in een gebouwencomplex aan de Oude Turfmarkt en wilde uitbreiden op het Binnengasthuisterrein, waar echter de Universiteit van Amsterdam ook wilde uitbreiden.
De opera zou nu gebouwd worden op het terrein van het oude RAI-gebouw aan de Ferdinand Bolstraat. In 1967 werd het nieuwe plan van Bijvoet door de Amsterdamse gemeenteraad goedgekeurd. Een Japanse hotelketen liet zich overhalen in de nabijheid van het nieuwe operagebouw een luxe hotel te bouwen, het Okura Hotel. De bouw raakte evenwel omstreden; voorstanders richtten de actiegroep Muziektheater NU op, en tegenstanders meenden: "Opera aan de Ferdinand Bolstraat? Sol-do-mi-terop". In 1976 werd het oude RAI-gebouw gesloopt, maar het operagebouw werd niet gebouwd.
In 1979 werd dan besloten de bouw van de opera te combineren met de bouw van het nieuwe stadhuis. Voor dit gecombineerde plan wilde de rijksoverheid 230 miljoen gulden uittrekken. De architecten Holzbauer (stadhuis) en Bijvoet (opera) zouden hierbij samenwerken. Toen Bijvoet in december van dat jaar overleed, werd hij opgevolgd door architect Cees Dam, de schoonzoon van de met Bijvoet geassocieerde architect Holt. Deze laatste trok zich uit de plannen terug.

### Bouw
In 1980 werd het gecombineerde ontwerp goedgekeurd door de Amsterdamse gemeenteraad, en in 1981 door Gedeputeerde Staten van Noord-Holland en door de Rijksoverheid. De eerste paal werd op 5 juli 1982 geslagen, wat onder andere leidde tot een protestactie van tegenstanders van de bouw. Verschillende machines en bouwmaterialen werden gesloopt en in brand gestoken. Daarop werd het bouwterrein omheind met een hek.
Het complex werd in 1986 voltooid. Het bouwbudget was toen met 120 miljoen gulden overschreden. Een commissie die deze kwestie,  ook wel het 'Stopera-effect' genoemd, onderzocht, bracht op 1 juni 1988 een rapport uit waaruit bleek dat het college van burgemeester en wethouders de problemen voor de gemeenteraad verborgen had gehouden.

### Ingebruikname
De feestelijke opening van het Muziektheater vond plaats op 23 september 1986. Sindsdien wordt het bespeeld door De Nederlandse Opera en Het Nationale Ballet. In september 1988 trok de gemeente Amsterdam in het nieuwe stadhuis. Op 4 oktober werd het eerste huwelijk in de Burgemeester D'Aillyzaal, ontworpen door Wim T. Schippers en daarom meestal naar hem genoemd, gesloten door burgemeester Ed van Thijn.